# Митридат III (Понт)
Митридат III (на гръцки: Mιθριδάτης) е четвъртият цар на Понтийското царство, син на Митридат II и жена му Лаодика (Laodice).

## Управление
Датата на царуването му не е сигурна и се приема, че е някъде между 220 – 183 пр.н.е. Няма много известни данни за него, дори съществуването му е обект на спорове между историците. Все пак се смята за действителна личност, тъй като в историята са останали данни за шестима царе с името „Митридат“.
Митридат III е първият понтийски цар, който издава собствени монети. Той е наследен от Фарнак I.